# Бурий вагал
Бурий вага́л (Stizorhina) — рід горобцеподібних птахів родини дроздових (Turdidae). Представники цього роду мешкають в Західній і Центральній Африці. Раніше деякі дослідники відносили їх до роду Вагал (Neocossyphus).

## Види
Виділяють 2 види:
- Вагал бурий (Stizorhina finschi)
- Вагал рудий (Stizorhina fraseri)

## Етимологія
Наукова назва роду Stizorhina походить від сполучення слів дав.-гр. στιζω — маркувати і ῥυγχος — дзьоб.